# 이하윤 (치어리더)
이하윤(1998년 7월 9일~)은 대한민국의 여자 치어리더이다.

## 경력
- 부산 KT 소닉붐 응원단 치어리더
- OK금융그룹 읏맨 응원단 치어리더
- 부산 BNK 썸 응원단 치어리더
- 대구 FC 응원단 치어리더
- 흥국생명 핑크스파이더스 응원단 치어리더
- 현대캐피탈 스카이워커스 응원단 치어리더